# Vague à l'âme (album)
Pour l’article homonyme, voir Vague à l'âme.
Albums de Hatik
Niyya
(2023)
Singles
1. Sanstitre.
Sortie : 27 novembre 2020
2. Crashtest.
Sortie : 15 janvier 2021
3. Mer
Sortie : 12 février 2021
4. Waï
Sortie : 5 mars 2021
5. À la Mélanie
Sortie : 10 mars 2021
6. Ma p'tite étoile
Sortie : 7 mai 2021
7. Noyé
Sortie : 15 octobre 2021
8. Y'a rien (feat. Slimane)[1]
Sortie : 29 octobre 2021
9. Oulala
Sortie : 24 janvier 2022

Vague à l'âme est le premier album du rappeur français Hatik sorti le 12 mars 2021 sur les labels Play Two et Low Wood.
Une réédition de l'album est sortie le 19 novembre 2021 sous le titre Noyé.

## Genèse
Le 27 novembre 2020, il sort un nouveau single nommé Sanstitre. Le 15 janvier 2021 est dévoilé Crashtest..
Le troisième extrait Mer sort le 12 février 2021. Le titre est certifié single d'or par le SNEP le 28 avril 2022.  
L'album est dévoilé le 12 mars 2021 et est en collaboration avec Kalash, Meryl, Tiitof et Laylow.
Le 10 mars, il dévoile le clip de À la Mélanie qui rend hommage à la rappeuse Diam's. Il sort ensuite le clip de Ma p'tite étoile le 7 mai. En octobre 2021, le morceau est certifié single d'or en France par le SNEP, puis single de platine en juin 2022.
Le 15 octobre 2021, il annonce son nouvel album Noyé pour le 19 novembre 2021, accompagné de l'introduction du même nom. Le 29 octobre 2021, il dévoile le deuxième single extrait de Noyé, nommé Y'a rien en collaboration avec Slimane.
Noyé est dévoilé le 19 novembre 2021 et est en fait la suite de Vague à l'âme, il contient de nouvelles collaborations avec Slimane et Eva,. Le clip de Oulala sort le 24 janvier 2022.

## Liste des pistes
| CD1   | CD1                                     | CD1   | CD1 | CD1 | CD1 | CD1 | CD1 | CD1 | CD1 |
| No    | Titre                                   | Durée |     |     |     |     |     |     |     |
| ----- | --------------------------------------- | ----- | --- | --- | --- | --- | --- | --- | --- |
| 1.    | À la Mélanie                            | 4:56  |     |     |     |     |     |     |     |
| 2.    | Mer                                     | 3:13  |     |     |     |     |     |     |     |
| 3.    | Waï                                     | 3:20  |     |     |     |     |     |     |     |
| 4.    | Costa                                   | 3:44  |     |     |     |     |     |     |     |
| 5.    | Colère                                  | 3:17  |     |     |     |     |     |     |     |
| 6.    | Bang bang                               | 4:08  |     |     |     |     |     |     |     |
| 7.    | Interlude luxe                          | 1:05  |     |     |     |     |     |     |     |
| 8.    | Ma p'tite étoile                        | 3:54  |     |     |     |     |     |     |     |
| 9.    | Rappelle-moi (feat. Kalash)             | 3:50  |     |     |     |     |     |     |     |
| 10.   | Maman qui pleure (feat. Meryl & Tiitof) | 3:34  |     |     |     |     |     |     |     |
| 11.   | Crashtest.                              | 3:36  |     |     |     |     |     |     |     |
| 12.   | Réparer ton cœur                        | 3:10  |     |     |     |     |     |     |     |
| 13.   | Interlude hamdou                        | 1:25  |     |     |     |     |     |     |     |
| 14.   | Sanstitre.                              | 5:07  |     |     |     |     |     |     |     |
| 15.   | Tu khalass                              | 3:19  |     |     |     |     |     |     |     |
| 51:38 |                                         |       |     |     |     |     |     |     |     |

| CD2   | CD2                 | CD2   | CD2 | CD2 | CD2 | CD2 | CD2 | CD2 | CD2 |
| No    | Titre               | Durée |     |     |     |     |     |     |     |
| ----- | ------------------- | ----- | --- | --- | --- | --- | --- | --- | --- |
| 16.   | Habibi              | 3:22  |     |     |     |     |     |     |     |
| 17.   | Attrape mon cœur    | 3:08  |     |     |     |     |     |     |     |
| 18.   | Pour la nuit        | 3:47  |     |     |     |     |     |     |     |
| 19.   | Toute la vie        | 3:41  |     |     |     |     |     |     |     |
| 20.   | Éternel             | 4:07  |     |     |     |     |     |     |     |
| 21.   | Interlude radeau    | 1:15  |     |     |     |     |     |     |     |
| 22.   | À ton bras          | 3:59  |     |     |     |     |     |     |     |
| 23.   | Boum                | 3:32  |     |     |     |     |     |     |     |
| 24.   | Ma drogue, ma came  | 3:55  |     |     |     |     |     |     |     |
| 25.   | Barrières           | 3:29  |     |     |     |     |     |     |     |
| 26.   | Vague à l'âme       | 4:24  |     |     |     |     |     |     |     |
| 27.   | Vide (feat. Laylow) | 2:57  |     |     |     |     |     |     |     |
| 28.   | Daron dès demain    | 4:04  |     |     |     |     |     |     |     |
| 29.   | En paix             | 3:52  |     |     |     |     |     |     |     |
| 49:33 |                     |       |     |     |     |     |     |     |     |

| Noyé : Vague à l'âme (Suite et fin) | Noyé : Vague à l'âme (Suite et fin) | Noyé : Vague à l'âme (Suite et fin) | Noyé : Vague à l'âme (Suite et fin) | Noyé : Vague à l'âme (Suite et fin) | Noyé : Vague à l'âme (Suite et fin) | Noyé : Vague à l'âme (Suite et fin) | Noyé : Vague à l'âme (Suite et fin) | Noyé : Vague à l'âme (Suite et fin) | Noyé : Vague à l'âme (Suite et fin) |
| No                                  | Titre                               | Durée                               |                                     |                                     |                                     |                                     |                                     |                                     |                                     |
| ----------------------------------- | ----------------------------------- | ----------------------------------- | ----------------------------------- | ----------------------------------- | ----------------------------------- | ----------------------------------- | ----------------------------------- | ----------------------------------- | ----------------------------------- |
| 1.                                  | Noyé                                | 3:17                                |                                     |                                     |                                     |                                     |                                     |                                     |                                     |
| 2.                                  | Dis-moi                             | 3:43                                |                                     |                                     |                                     |                                     |                                     |                                     |                                     |
| 3.                                  | Ça suffira (feat. Eva)              | 3:06                                |                                     |                                     |                                     |                                     |                                     |                                     |                                     |
| 4.                                  | Balek                               | 2:31                                |                                     |                                     |                                     |                                     |                                     |                                     |                                     |
| 5.                                  | À jamais                            | 3:23                                |                                     |                                     |                                     |                                     |                                     |                                     |                                     |
| 6.                                  | Interlude y'a des jours             | 2:18                                |                                     |                                     |                                     |                                     |                                     |                                     |                                     |
| 7.                                  | Oulala                              | 3:52                                |                                     |                                     |                                     |                                     |                                     |                                     |                                     |
| 8.                                  | Ciao                                | 2:41                                |                                     |                                     |                                     |                                     |                                     |                                     |                                     |
| 9.                                  | SOS                                 | 3:19                                |                                     |                                     |                                     |                                     |                                     |                                     |                                     |
| 10.                                 | Petit cœur                          | 4:45                                |                                     |                                     |                                     |                                     |                                     |                                     |                                     |
| 11.                                 | Y'a rien (feat. Slimane)            | 3:36                                |                                     |                                     |                                     |                                     |                                     |                                     |                                     |
| 36:31                               |                                     |                                     |                                     |                                     |                                     |                                     |                                     |                                     |                                     |

## Clips vidéos
- Sanstitre. : 27 novembre 2020
- Crashtest : 15 janvier 2021[8]
- Mer : 15 février 2021[9]
- À la Mélanie : 10 mars 2021[10]
- Ma p'tite étoile : 7 mai 2021[11]
- Noyé : 15 octobre 2021[12]
- Y'a rien (feat. Slimane) : 1er décembre 2021[13]
- Oulala : 24 janvier 2022[14]

## Titres certifiés en France
- Éternel  Platine[15]
- Mer  Or[16]
- Ma p'tite étoile  Platine[17]

## Accueil commercial
L'album s'écoule 10 898 exemplaires en une semaine et se classe en 3e position du Top Albums.

## Classements et certifications

### Classements hebdomadaires
| Classements (2021-2022)      | Meilleure position |
| ---------------------------- | ------------------ |
| France (SNEP)                | 3                  |
| Belgique (Wallonie Ultratop) | 13                 |
| Suisse (Schweizer Hitparade) | 35                 |

| Classements (2021-2022)      | Meilleure position |
| ---------------------------- | ------------------ |
| Belgique (Wallonie Ultratop) | 63                 |

### Certifications
| Région                                                                                                 | Certification | Ventes/Streams |
| --- | ------------- | -------------- |
| France (SNEP)                                                                                          | Platine       | 100 000*       |
| *Ventes selon la certification ^Mise en rayon selon la certification xNon précisé par la certification |               |                |

## Historique de sortie
| Pays   | Titre                               | Date             | Format                         | Label                | Ref.   |
| ------ | ----------------------------------- | ---------------- | ------------------------------ | -------------------- | ------ |
| Divers | Vague à l'âme                       | 12 mars 2021     | - CD - téléchargement - vinyle | Play Two et Low Wood | [ 25 ] |
| Divers | Noyé : Vague à l'âme (Suite et fin) | 19 novembre 2021 | - CD - téléchargement - vinyle | Play Two et Low Wood | [ 26 ] |